# 신한민보
《신한민보》(新韓民報)는 미국에서 발행되던 한국어 신문이었다.
1909년 2월 10일 대한인국민회에 의해 창간되었으며 샌프란시스코에서 매주 발행되었다. 신문은 한인 이민자 사회에 민족주의를 고취하고 한국 독립 문제에 대한 소식을 전파하는 데 중요한 역할을 했다. 신문은 1980년대 후반쯤 출판이 중단되었다.

## 같이 보기
- 한국의 역사
- 한국의 독립운동
- 대한인국민회

## 참고 자료
- Kyu, P. (1996) 신한민보(in Korean). In Encyclopedia of Korean Culture. Retrieved https://encykorea.aks.ac.kr/Article/E0033529
- Gonzalez J., Torrez, J. ( 2012) News for All the People: The Epic Story of Race and the American Media, New York, Verso,177. Print
- 서범석 (2017) 신한민보(新韓民報)의 광고에 대한 연구 The Korean Journal Advertising 23(6), 55~71. Retrieved from http://kja.koads.or.kr/article.asp?code=307372&mode=past&year=2017&issue=22833&searchType=&searchValue=&page=1
- Kim, Han. K. (2002). The Korean Independence Movement in the United States. International Journal of Korean Studies, 6(1),1-27. Retrieved from http://icks.org/data/ijks/1482456493_add_file_1.pdf
- 신한민보 (n.d.). In ‘’National Institute Of Korean History’’. Retrieved from http://contents.history.go.kr/front/tg/view.do?treeId=0203&levelId=tg_004_1710&ganada=&pageUnit=10
- Kim, R. (2011)The Quest for Statehood: Korean Immigrant Nationalism and U.S. Sovereignty, 1905–1945. New York, Oxford University Press. 42–43. Print